# Common Public Attribution License
Common Public Attribution License (Licença Comum de Atribuição Pública) ("CPAL") é uma licença de software livre aprovada pela Open Source Initiative em 2007. Seu propósito é ser uma licença geral para software distribuído através de uma rede. Ele é baseado no Mozilla Public License.